# Plutonium Management and Disposition Agreement
Das Plutonium Management and Disposition Agreement ist ein Vertrag zwischen den USA und Russland.
Der Vertrag wurde im Jahr 2000 unterzeichnet. Ein Abänderungsprotokoll wurde im April 2010 von den Außenministern unterzeichnet und trat im Juli 2011 in Kraft.
Das Abkommen regelt die Umwandlung von waffenfähigem, nicht mehr benötigtem Plutonium in MOX-Brennelemente, die zur Stromproduktion verwendet werden. Jede Seite soll so 34 Tonnen Plutonium entsorgen. Damit könnten 17.000 Kernwaffen hergestellt werden. Insgesamt besitzen die USA ca. 90 Tonnen waffenfähiges Plutonium und Russland ca. 128 Tonnen.
Aus Kostengründen plant die US-amerikanische Seite, das eigene Plutonium nicht wie vereinbart in MOX-Brennelemente umzuwandeln, sondern mit nicht-radioaktivem Material zu verdünnen. Die Verdünnung kann jedoch (mit großem Aufwand) rückgängig gemacht werden. Am 3. Oktober 2016 ordnete der russische Präsident Putin an, das Abkommen zu suspendieren, da die US-amerikanische Seite ihren Verpflichtungen nicht nachgekommen sei.